# Walter Kapps
Walter Serge Virgile Kapps, né le 13 septembre 1907 à Constantinople (Turquie) et mort le 1er février 1975 dans le 13e arrondissement de Paris, est un réalisateur français.

## Filmographie
- 1936 : Les Gaietés du palace
- 1937 : Pantins d'amour
- 1939 : Cas de conscience
- 1942 : Vie privée
- 1943 : Mahlia la métisse
- 1947 : Une aventure de Polop
- 1947 : Le Studio en folie
- 1947 : Plume la poule
- 1955 : Mademoiselle de Paris
- 1957 : Paris clandestin
- 1959 : Détournement de mineures
- 1960 : Amour, Autocar et Boîtes de nuit